# Phytoecia stenostoloides
Phytoecia stenostoloides är en skalbaggsart som beskrevs av Stefan von Breuning 1943. Phytoecia stenostoloides ingår i släktet Phytoecia och familjen långhorningar. Inga underarter finns listade i Catalogue of Life.